# Euchresta
Euchresta là một chi thực vật có hoa thuộc họ Fabaceae. Đây là chi duy nhất của tông Euchresteae.